# Jotunheimen Fjellstue
Jotunheimen Fjellstue is een toeristenhut in de Noorse provincie Oppland.
De hut ligt op circa 1000 meter boven zeeniveau in het hooggebergte Jotunheimen. Het ligt aan de RV 55, de Sognefjellsweg tussen Galdesanden en het Leirdal.